# パブロ・ラストラス
パブロ・ラストラス（Pablo Lastras、1976年1月20日- ）は、スペイン、マドリード出身の自転車競技（ロードレース）選手。

## 経歴
- 1998年、バネスト（現 モビスター）と契約を結んでプロ転向。
- 2001年
  - ジロ・デ・イタリア初出場。第11ステージを制覇。総合49位。
- 2002年
  - ブエルタ・ア・エスパーニャ初出場。第9、第11ステージ制覇。総合17位。
- 2003年
  - ツール・ド・フランス初出場。第18ステージ制覇。総合104位。
  - ブエルタ・ア・ブルゴス総合優勝。
- 2005年
  - ブエルタ・ア・エスパーニャ総合19位。
- 2008年
  - ブエルタ・ア・アンダルシア総合優勝。
- 2010年
  - ジロ・ディ・ロンバルディア3位。
- 2011年
  - ブエルタ・ア・エスパーニャ
    - 第3ステージ制覇
    - 総合首位 第3

2015年シーズンをもってトッププロとしては一度も移籍をすることなく現役を引退した。
2017年から古巣のモビスター・チームでアシスタント・スポーツディレクターを務めた。
2020年からは同チームの女子チームのアシスタント・スポーツディレクターも兼務した。
2021年シーズンはモビスター・チームのアシスタント・スポーツディレクターと同チームの女子チームのスポーツディレクターを兼務した。